# Tricimba japonica
Tricimba japonica är en tvåvingeart som beskrevs av Dely-draskovits 1983. Tricimba japonica ingår i släktet Tricimba och familjen fritflugor. Inga underarter finns listade i Catalogue of Life.